# Acmella decumbens
Acmella decumbens là một loài thực vật có hoa trong họ Cúc. Loài này được (Sm.) R.K.Jansen mô tả khoa học đầu tiên năm 1985.